# از هفت دولت آزاد
| بررسی انتقادی                                | بررسی انتقادی        |
| منبع                                         | رتبه‌بندی             |
| -------------------------------------------- | -------------------- |
| آل‌میوزیک                                     | [ ۱ ]                |
| راهنمای ضبط کریسگائو: آلبوم‌های راک دهه هفتاد | بی-منفی              |
| مجلهٔ رولینگ استون                            | (نقدهای مثبت و منفی) |
| راهنمای آلبوم رولینگ استون                   | [ ۴ ]                |

از هفت دولت آزاد (انگلیسی: Foot Loose & Fancy Free) هشتمین آلبوم موسیقی خوانندهٔ بریتانیایی راد استیوارت است که در نوامبر ۱۹۷۷ منتشر شد.

## فهرست ترانه‌ها
طرف اول (طرف تُند)
1. «پاهای شهوانی» (راد استیوارت، گری گرینجر) – ۵:۱۴
2. «تو دیوانه‌ای» (راد استیوارت، فیل چن) – ۴:۴۸
3. «در قلب منی (تحسین نهایی)» (راد استیوارت) – ۴:۳۰
4. «فارغ‌البال» (راد استیوارت، گری گرینجر، جیم کریگن) – ۶:۰۲

طرف دوم (طرف آهسته)
1. «مایه دلگرمی‌ام هستی» (برایان هالند، لمانت دوزیر، ادی هالند) – ۷:۲۸
2. «اگر دوست داشتن تو اشتباه است، می‌خواهم در این اشتباه بمانم» (هومر بنکس، کارل همپتون، ریموند جکسون) – ۵:۲۳
3. «چه جسارتی داری» (راد استیوارت، گری گرینجر) – ۴:۵۹
4. «داشتم شوخی می‌کردم» (راد استیوارت، گری گرینجر) – ۶:۰۷

## جداول موسیقی
| جدول موسیقی (۱۹۷۷–۱۹۷۸)               | بالاترین رتبه |
| ------------------------------------- | ------------- |
| آلبوم‌های استرالیا (گزارش موسیقی کنت)  | ۱             |
| آلبوم‌ها/سی‌دی‌های برتر کانادا (آرپی‌ام)  | ۱             |
| آلبوم‌های هلندی (جدول‌های هلند)         | ۱             |
| آلبوم‌های آلمانی (۱۰۰ آلبوم برتر رسمی) | ۳۴            |
| آلبوم‌های نیوزیلندی (آرام‌ان‌زد)         | ۱             |
| آلبوم‌های نروژی (وی‌جی-لیستا)           | ۶             |
| آلبوم‌های سوئدی (برترین‌های سوئد)       | ۶             |
| آلبوم‌های بریتانیا (شرکت جدول‌های رسمی) | ۳             |
| بیلبورد ۲۰۰ ایالات متحده              | ۲             |

| جدول موسیقی (۱۹۷۷)                   | رتبه |
| ------------------------------------ | ---- |
| آلبوم‌های استرالیا (گزارش موسیقی کنت) | ۱۰   |
| آلبوم‌های هلندی (۱۰۰ آلبوم برتر)      | ۳۴   |
| آلبوم‌های نیوزیلندی (آرام‌ان‌زد)        | ۱۰   |
| آلبوم‌های بریتانیا (اوسی‌سی)           | ۳۱   |
| جدول موسیقی (۱۹۷۸)                   | رتبه |
| آلبوم‌های استرالیا (گزارش موسیقی کنت) | ۱۶   |
| آلبوم‌ها/سی‌دی‌های برتر کانادا (آرپی‌ام) | ۱۳   |
| آلبوم‌های هلندی (۱۰۰ آلبوم برتر)      | ۳۳   |

## گواهی‌نامه‌ها
| منطقه                                                              | گواهی     | واحد گواهی‌شده/فروش |
| ------------------------------------------------------------------ | --------- | ------------------ |
| استرالیا (آی‌اف‌پی‌آی استرالیا)                                       | ۴× پلاتین | ۲۸۰٬۰۰۰^           |
| کانادا (میوزیک کانادا)                                             | ۴× پلاتین | ۴۰۰٬۰۰۰^           |
| هنگ کنگ (آی‌اف‌پی‌آی هنگ کنگ)                                         | پلاتین    | ۲۰٬۰۰۰*            |
| نیوزیلند (آرآی‌ای‌ان‌زد)                                              | پلاتین    | ۱۵٬۰۰۰^            |
| بریتانیا (بی‌پی‌آی)                                                  | پلاتین    | ۳۰۰٬۰۰۰^           |
| ایالات متحده (آرآی‌ای‌ای)                                            | ۳× پلاتین | ۳٬۰۰۰٬۰۰۰^         |
| * رقم فروش تنها بر پایهٔ گواهی‌ها. ^ رقم توزیع تنها بر پایهٔ گواهی‌ها. |           |                    |